# Луїс Крусадо
Луїс Крусадо (ісп. Luis Cruzado, 6 липня 1941, Ліма — 14 лютого 2013, Ліма) — перуанський футболіст, що грав на позиції півзахисника.
Виступав, зокрема, за клуб «Універсітаріо де Депортес», з яким став семиразовим чемпіоном Перу, а також національну збірну Перу, у складі якої був учасником чемпіонату світу 1970 року.

## Клубна кар'єра
У дорослому футболі дебютував 1959 року виступами за команду «Універсітаріо де Депортес», в якій провів п'ятнадцять сезонів. З цією командою він виграв 7 титулів чемпіона Перу (1959, 1960, 1964, 1966, 1967, 1969, 1971), а 1972 року «Універсітаріо» вперше в історії перуанського футболу пробився у фінал Кубка Лібертадорес, де поступився аргентинському гранду «Індепендьєнте» з рахунком 2:1 у другому фінальному матчі (матч в Лімі закінчився внічию 0:0).
Протягом 1974 року захищав кольори клубу «Вальтер Орменьйо», а завершив ігрову кар'єру у команді «Хуан Ауріч», за яку виступав протягом 1975 року.

## Виступи за збірну
19 березня 1961 року дебютував в офіційних матчах у складі національної збірної Перу в товариській грі проти Чилі (2:5).
У складі збірної був учасником чемпіонату світу 1970 року у Мексиці. На турнірі Перу дійшло до чвертьфіналу, а Крусадо зіграв у двох матчах групового етапу проти Марокко (3:0) та ФРН (1:3).
Востаннє зіграв у національній збірній 11 серпня 1971 року в поєдинку проти Чилі (1:0). Загалом протягом кар'єри у національній команді, яка тривала 11 років, провів у її формі 26 матчів, забивши 1 гол.

## Тренерська кар'єра
Після завершенні ігрової кар'єри тренував багато перуанських клубів, зокрема «Карлос А. Мануччі» (1983—1984, 1989) та «Депортіво Сан-Агустін» (1987), а 1986 року також був тренером резервної збірної Перу під час Кубка Неру в Індії та юнацької збірної Перу, що брала участь у домашньому юнацькому чемпіонаті Південної Америки. Крім того Крусадо керував жіночою збірною Перу у 1990-х роках.
Помер 14 лютого 2013 року на 72-му році життя у місті Ліма.

## Титули і досягнення
- Чемпіон Перу (7):

«Універсітаріо де Депортес»: 1959, 1960, 1964, 1966, 1967, 1969, 1971